# 九二式十糎加農砲
九二式十糎加農（きゅうにしきじっせんちかのん）は、1930年代初期に大日本帝国陸軍が開発・採用した加農（加農砲）。俗称は九二式十糎加農砲（きゅうにしきじっせんちかのんほう）。
ノモンハン事件・日中戦争（支那事変）・第二次世界大戦（太平洋戦争/大東亜戦争）における帝国陸軍の主力十糎加農として、主に「野戦重砲兵（軍隊符号：SA）」が運用した。

## 概要
十四年式十糎加農が輓馬牽引を可能とするため多少性能を抑えて設計されたのに対し、牽引車による自動車牽引専用（のちの実戦では主に九二式五屯牽引車が使用された）として機動力および威力の増大を図ることを目的として開発された。
1923年（大正12年）、十四年式十糎加農の仮制式制定と同時に開発案が出され、1924年（大正13年）6月23日付の「参第372号」研究方針で要求仕様が固まり、1925年（大正14年）2月19日付「陸普第553号」をもって砲の試製から審査が決定した。1927年（昭和2年）に試製砲が完成したが、放列砲車重量は要求を275kg超過して過大であり、また当初の射程要求15,000mのところ17,500m以上に延長の要望が出てきたため、改めて単肉自己緊縮砲身などの新技術を適用して研究を復行することとなった。1930年（昭和5年）に研究が再開され、新試製砲は1932年（昭和7年）に完成、1934年（昭和9年）に長砲身に変更されて翌1935年（昭和10年）に九二式十糎加農として制式制定された。
一連の帝国陸軍の火砲は機動力を重視しているため、本砲もこのクラスの加農としては比較的小型軽量の部類に入る。むしろ軽量化のあまり各部の強度は不足しており、ノモンハンでは最大射程で連射した結果、脚部を折損する砲が続出した。これは、本砲が長射程のため演習場の広さが足りず、「一号装薬（全装薬使用）」での実弾射撃演習をほとんど行わないままであったことから見過ごされていたものだが、その後の生産砲では「改善」されている。また、これも軽量化を狙い、長射程加農でありながら、駐退機も砲身の下の1組しかないことから後座長が長く、このため最大仰角は45°だが35°以上の仰角を取るには砲尾下の地面を掘って、揺架後端及び砲尾と地面の間隔を確保せねばならない。
閉鎖機は段隔螺式、装填は分離薬筒方式で、装薬は三号帯状薬を使用し、主嚢と副嚢の2段に分かれている。副嚢を外さずに装填するのを「一号（一号装薬、薬量4kg）」、副嚢を除去して装填するのを「二号（二号装薬、薬量2.5kg）」と称し、これにより強弱2種の装薬を使い分けていた。それぞれ弾種別に射表が用意され、俯仰角の組合わせにより射程だけでなく、弾道特性、射撃目標の性質によっても使い分ける（二号は初速が遅いので、同じ距離を狙っても一号より山なりの弾道になり、着弾時の危害半径は大きくなるが、集弾性に劣る）。「一号装薬」は「砲身保護のため、平時はなるべく使用しないこと」とされていた。

## 貫徹能力
装甲貫徹能力の数値は射撃対象の装甲板や実施した年代など試験条件により異なる。
陸上自衛隊幹部学校戦史教官室の所蔵資料である近衛第三師団の調整資料「現有対戦車兵器資材効力概見表」によると、九二十加（九二式十糎加農砲）の徹甲弾は、射距離100m/貫通鋼板厚175mmとなっている（射撃対象の防弾鋼板の種類や徹甲弾の弾種は記載されず不明）。

## 運用
十糎加農は、軍直轄で運用される「軍砲兵」たる野戦重砲兵連隊で運用され、野砲・軽榴弾砲（十榴）・山砲などの軽砲を主に運用し師団隷下となる野砲兵連隊や山砲兵連隊といった「師団砲兵」とは異なっていた。1930年代以降の野戦重砲兵連隊は基本的に本砲や、重榴弾砲（十五榴）たる九六式十五糎榴弾砲を運用していた。なお、重加農（十五加）たる八九式十五糎加農は同じ「軍砲兵」である独立重砲兵大隊が主に運用されていた。
本砲の初陣は1939年（昭和14年）のノモンハン事変であり、16門を装備した野戦重砲兵第7連隊が従軍している。十糎加農は「ジッカ（十加）」の通称で砲兵から親しまれ、野戦重砲兵中最大の射程を生かして第二次大戦終戦に至るまで各方面で活躍した。
なおガダルカナル島の戦いでは、野戦重砲兵第4連隊の九六式十五榴とともに野戦重砲兵第7連隊の本砲が投入されており、火砲を徹底的に擬装したうえで加農の低伸弾道の良さと長射程を活かした散発的な嫌がらせ砲撃をアメリカ軍制圧下のヘンダーソン飛行場に対し行ったことから、海兵隊に「ピストル・ピート」と呼称されている。
本砲は九五式重戦車の車体を利用した自走砲(ジロ車)に搭載され、1943年（昭和18年）に試験を行っているが、速度の低さから開発中止になった。